# 比塞拉科特
比塞拉科特（法語：Bissey-la-Côte，法語發音：[bisɛ la kot]）是法国科多尔省的一个市镇，属于蒙巴尔区。

## 地理
比塞拉科特（47°54'46"N, 4°42'37"E）面积19.93 平方千米，位于法国勃艮第-弗朗什-孔泰大區科多尔省，该省份为法国中东部省份，北起奥布省，西接涅夫勒省和约讷省，南至索恩-卢瓦尔省，东南接汝拉省，东临上索恩省，东北部与上马恩省接壤。
与比塞拉科特接壤的市镇（或旧市镇、城区）包括：奥布河畔蒙蒂尼、乌尔斯河畔维洛特、里耶勒莱索、图瓦尔、乌尔斯河畔布里永、库尔邦。

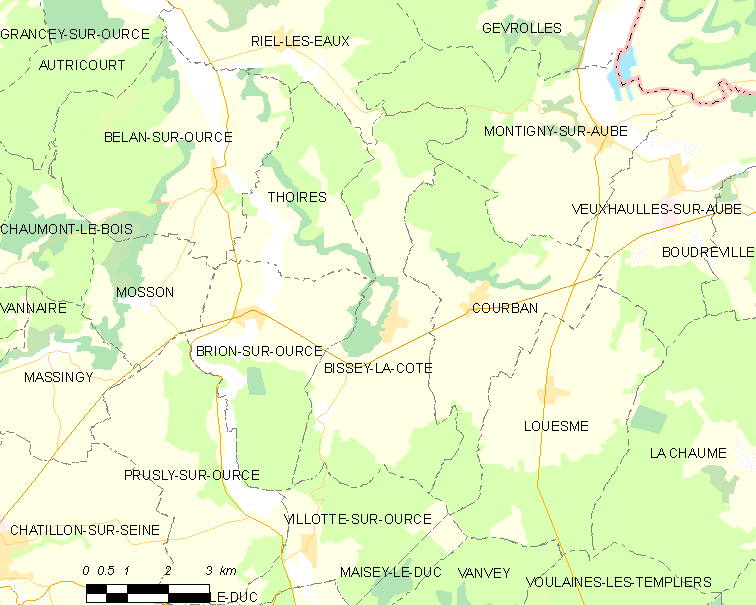
比塞拉科特的OSM定位图

比塞拉科特的时区为UTC+01:00、UTC+02:00（夏令时）。

## 行政
比塞拉科特的邮政编码为21520，INSEE市镇编码为21077。

## 政治
比塞拉科特所属的省级选区为塞纳河畔沙蒂永县。

## 人口

1962-2008年间比塞拉科特人口变化图示

比塞拉科特于2022年1月1日时的人口数量为132人。